# Jan van Breda Kolff
Jan Gualtherus van Breda Kolff (* 18. Januar 1894 in Medan (Niederländisch-Indien, heutiges Indonesien); † 6. Februar 1976 in West Chatham, Massachusetts, USA) war ein niederländischer Fußballspieler. 
Zwischen 1911 und 1913 bestritt Jan van Breda Kolff elf Länderspiele für die niederländische Fußballnationalmannschaft und erzielte dabei ein Tor. Bei den Olympischen Spielen 1912 gewann er mit der niederländischen Mannschaft die Bronzemedaille.
Nach Ende seiner Karriere arbeitete Jan van Breda Kolff als Börsenmakler in den USA. Sein Sohn Butch van Breda Kolff und sein gleichnamiger Enkel Jan wurden erfolgreiche Basketballtrainer.